# 特殊核物質
特殊核物質（とくしゅかくぶっしつ、SNM、Special nuclear material）とは、核物質に関し、アメリカ合衆国政府が用いている語である。1954年原子力法(Atomic Energy Act of 1954)に基づき、核分裂装置の違法な製造を防ぐため、3種の核分裂物質をSNMに指定し、さらに量により3カテゴリーに分類を行っている。特殊核物質の製造・利用に関する情報は、米国においては機密解除されない限り、どこで誰が作成してもリストリクテッド・データとされ、国家機密となる。

## 特殊核物質
特殊核物質には以下の3種が定められている。
- ウラン235
- ウラン233
- プルトニウム

## カテゴリーI
カテゴリーIには、戦略特殊核物質(SSNM, Strategic Special Nuclear Materials)として、以下の量または組み合わせが該当する。
- プルトニウム　2kg以上
- ウラン235（20%以上にウラン濃縮を行ったもの）　5kg以上
- ウラン233　2kg以上
- ウラン235の含有量及びウラン233を2.5倍した重量、プルトニウムを2.5倍した重量の合計　5kg以上

## カテゴリーII
カテゴリーIIは、カテゴリーIより少なく、以下の量または組み合わせが該当する。
- 20%以上濃縮ウラン235　1,000g以上
- ウラン233　500g以上
- プルトニウム　500g以上
- ウラン235の含有量及びウラン233を2倍した重量、プルトニウムを2倍した重量の合計　1,000g以上
- ウラン235（10%以上20%未満にウラン濃縮を行ったもの）　10,000g以上

## カテゴリーIII
カテゴリーIIIは、カテゴリーIIより少なく、以下の量または組み合わせが該当する。
- 20%以上濃縮ウラン235　15g以上
- ウラン233　15g以上
- プルトニウム　15g以上
- ウラン235の含有量及びウラン233の重量、プルトニウムの重量の合計　15g以上
- ウラン235（10%以上20%未満にウラン濃縮を行ったもの）　1,000g以上
- ウラン235（含有量が10%未満のもの）　10,000g以上

## その他
1955年締結の原子力の非軍事的利用に関する協力のための日本国政府とアメリカ合衆国政府との間の協定においても、この定義に基づく「特殊核物質」の語が用いられている。